# گره ۳ حرکتی

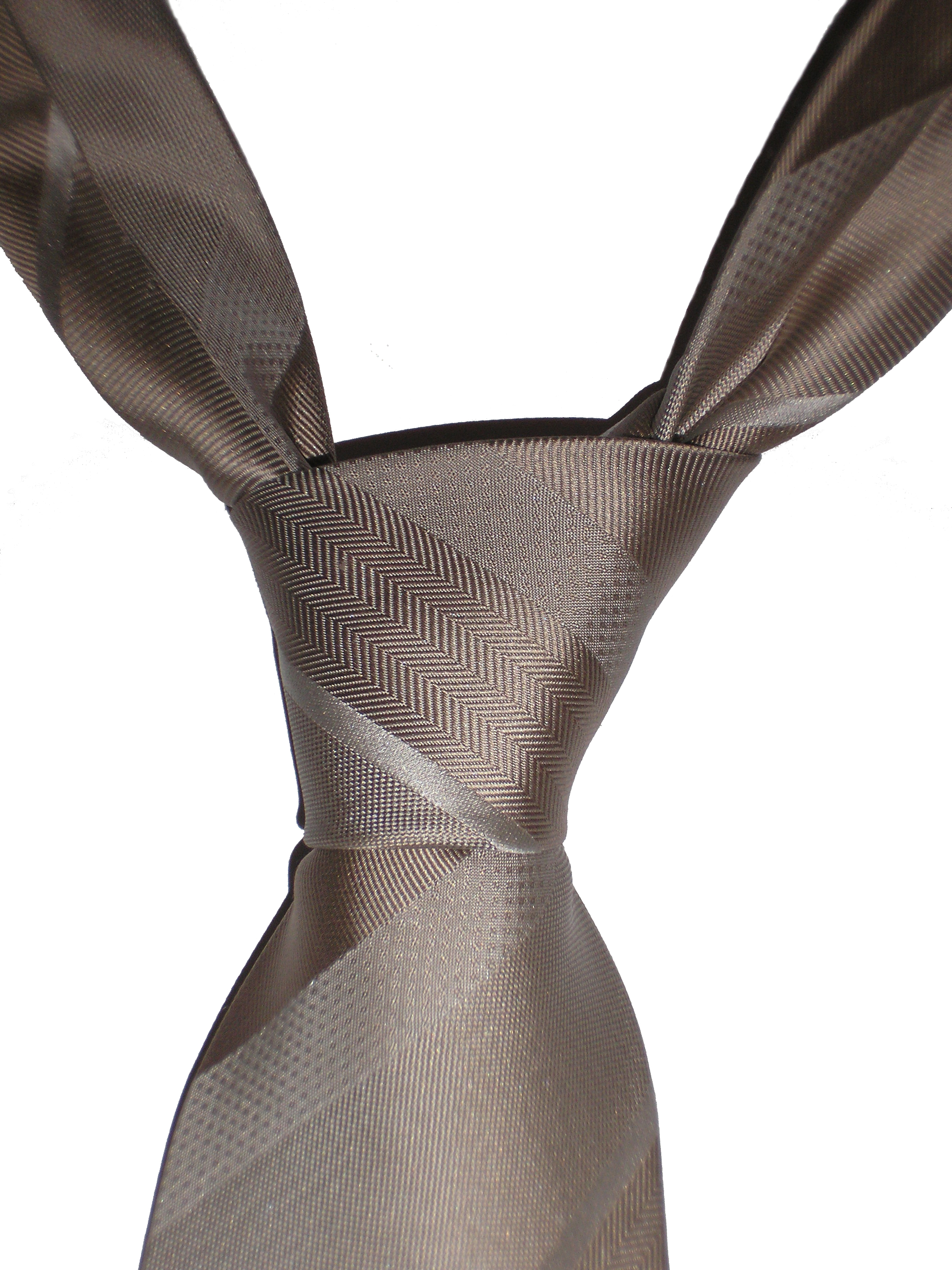
گره کراوات از نوع ریز

گره ۳ حرکتی، گره ریز، گره کنت یا گره شرقی ساده‌ترین نوع گره کراوات است. برخی گره ریز را نامی جایگزین برای گره دانش‌آموزی می‌دانند و این نوع گره را از گره دانش‌آموزی جدا نمی‌دانند. این گره با وجود سادگی از کاربرد و محبوبیت زیادی برخوردار نیست. فرمول این گره L↓R↑C↓T (چپ پایین - راست بالا - وسط پایین - گره) می‌باشد.

## فرمول L↓R↑C↓T و مراحل
- گره بزن
- وسط زیر
- راست رو
- چپ زیر